# Eluveitie
Eluveitie («l'helveci» o «jo sóc l'helveci» en gal) és un grup de celtic pagan metal procedent de Suïssa, creat amb la idea de reviure la cultura de l'antiga Helvècia gal·la.

## Història
Eluveitie va ser formada l'hivern de 2002 pel cantant Chrigel Glanzmann, amb la idea de recuperar la cultura de l'antiga regió d'Helvècia, a la Gàl·lia prerromana. La formació comptava en un principi amb deu membres, un nombre molt elevat per a una banda de rock, però necessari per poder fer servir tots els instruments que tocaven, gran part d'ells pertanyents a la tradició cèltica que reivindicaven (flautes, gaites, violes de roda, violins, etc.).
Molt poc després, van obtenir certa popularitat al seu país natal gràcies a la participació en festivals com a Elements of Rock o Fear Dark Festivals i a la col·laboració amb altres bandes d'estil similar que ja gaudien de certa fama, com Korpiklaani o Cruachan. Finalment, l'any 2004 van signar un contracte amb la discogràfica Fear Dark, amb la qual van llançar Vên. Això no obstant, arribat cert punt fins a set membres de la banda van deixar el projecte i només hi van restar el fundador Chrigel Glanzmann amb dos membres més, Sevan Kirder i Meri Tadic. Aquests tres van reeixir reunir sis membres més, però tot i això la formació encara ha sofert alguns canvis des de llavors.
L'any 2006 van versionar la cançó Vanadis, del grup germanoislandès Falkenbach, en commemoració del quinze aniversari d'aquests. Eixe mateix any, després d'una gira europea junt amb Odroerir, van publicar el seu disc Spirit amb la marca Fear Dark; i el 2007 van signar un contracte amb la coneguda marca Nuclear Blast, amb qui en febrer de 2008 van llançar el seu nou àlbum d'estudi, Slania, anomenat per un nom trobat pel vocalista a una tomba d'uns dos mil cinc-cents anys d'antiguitat. Aquest àlbum ha sigut fins ara el més exitós, amb cançons com «Inis Mona» o «Grey Sublime Archon».
El 2008, després de nous canvis en la formació, Eluveitie van anunciar un nou projecte, Evocation, dividit en dues parts (dos discs d'estudi), de les quals fins ara només ha vist la llum la primera. El setembre de 2009, la banda va començar a treballar en el següent àlbum, Everything Remains (As It Never Was), llançat a la venda el 2010.

## Estil musical
Per la combinació que fan de heavy metal amb instruments tradicionals celtes i gals, se sol classificar la banda dins del folk metal i més concretament dins de la rama d'aquest anomenada celtic metal. D'altra banda, i per l'exaltació que fan de la cultura preromana i precristiana, se'ls classifica dins del corrent de celtic metal anomenada celtic pagan metal, del qual són considerats els màxims representants.
Contràriament a la major part de les bandes de celtic metal, Eluveitie no combina la música cèltica tradicional amb el power metal o el black metal, sinó que toca les melodies dels instruments tradicionals sobre una base de death metal melòdic. Bona mostra d'açò és el gran melodisme de les seves composicions i les veus guturals que hi incorporen, contràriament a altres bandes del gènere que hi posen més èmfasi en l'atmosfera obscura típica del black metal o el to èpic del power metal. Eluveitie, en canvi ressalta per damunt de tot la cultura de l'Helvècia. És per això que bona part de les seves lletres estan escrites en idioma gal, així com els noms de moltes cançons i els discs Slania i Vên, i fins i tot el mateix nom de la banda.

## Discografia
- Vên (demo) (2003)
- Vên (EP) (2004)
- Spirit (2006)
- Slania (2008)
- Evocation I - The Arcane Dominion (2009)
- Slania / Evocation I – The Arcane Metal Hammer Edition (Best Of) (2009)
- Everything Remains (As It Never Was) (2010)
- The Early Years (Best Of) (2012)
- Helvetios (2012)
- Origins (2014)
- Evocation II: Pantheon (2017)
- Ategnatos (2019)

## Membres
| Membres actuals - Chrigel Glanzmann - veu gutural, mandola, tin whistle, gaites, guitarra acústica, bodhrán, arpa (2002 - actualitat) ; sitar (des del 2018) - Kay Brem - baix (des del 2008) - Rafael Salzmann - guitarra principal (des del 2012) - Nicole Ansperger - violí, segones veus (2013-2015, i des del 2016) - Matteo Sisti - gaites, tin whistle (des del 2014) - Jonas Wolf - guitarra rítmica (des del 2016) - Alain Ackermann - bateria (des del 2016) - Michalina Malisz - viola de roda (des del 2016) - Fabienne Erni - veu neta, arpa celta (des del 2017) Antics membres - Merlin Sutter - bateria (2004-2016) - Ivo Henzi - guitarra rítmica (2004-2016) - Anna Murphy - veu forta i robusta, neta, flautes (2006-2016) - Shir-Ran Yinon - violí, veus (2015-2016) - Patrick "Päde" Kistler - gaites, whistles, veus (2008-2014) - Meri Tadić - violí, veus (2003-2013) - Siméon Koch - guitarra principal, veus (2004-2012) - Sevan Kirder - gaites, flautes, whistles, veus (2003-2008) - Rafi Kirder - baix, veus (2004-2008) - Linda Suter - violí, veus (2004-2006) - Sarah Wauquiez - viola de roda, crumhorn, acordió, veus (2005-2006, convidada 2009) - Dani Fürer - guitarra (2003-2004) - Severin Binder - gaites, veus, flautes, whistles (2004-2005) - Philipp Reinmann - bouzouki irlandès (2003-2004) - Dide Marfurt - viola de roda, gaites (2003-2005) - Gian Albertin - baix, veus, efectes sonors (2003-2004) - Dario Hofstetter - bateria (2003-2004) - Yves Tribelhorn - guitarra rítmica (2003-2004) - Mättu Ackermann - violí (2003-2004) Antics músics convidats - Fredy Schnyder - dolcimer martellat (2009, 2011) - Mina the Fiddler - 5 cordes viola (2009) - Oliver s. Tyr - bouzouki irlandès (2009) - Alan Averill - veu (2009) - Torbjørn "Thebon" Schei - veu (2010) - Brendan Wade - uilleann pipes (2010) - Dannii Young - veu parlada (2010) Músics convidats en directe - Nicolas Winter - baix (2015-2016) - Liv Kristine - veu (2016) - Martina Lory - veu (2016) - Laura Fella - veu (2016) - César Gonin - baix (2018) - Carmen Busch - violí, veu (2019-actualitat) - Julie Bélanger Roy - violí, veu (actualitat 2019) |

Línia temporal